# Carl-Heinrich von Stülpnagel
Carl-Heinrich von Stülpnagel (ur. 2 stycznia 1886 w Berlinie, zm. 30 sierpnia 1944 tamże) – niemiecki generał, uczestnik spisku na życie Hitlera z 20 lipca 1944, za udział w spisku skazany na karę śmierci i stracony.

## Życiorys

### Pochodzenie
Carl-Heinrich von Stülpnagel urodził się 2 stycznia 1886 roku w Berlinie w szlacheckiej rodzinie von Stülpnagel . Jego ojcem był Hermann von Stülpnagel (1839–1912), generał porucznik w armii pruskiej a matką Luise Freiin von der Tann-Rathsamhausen (1856–1907) . Dziadek Karl Bernhard von Stülpnagel (1794–1875) również był generałem porucznikiem w armii pruskiej .

### Kariera wojskowa
Po zdaniu egzaminu maturalnego w Lessing-Gymnasium we Frankfurcie w 1904 roku wstąpił jako Fahnenjunker do 115. Pułku Piechoty armii pruskiej w Darmstadt . W 1906 roku awansował na stopień podporucznika (niem. Leutnant) . W latach 1911–1914 kształcił się w berlińskiej Kriegsakademie, a w 1913 roku uzyskał stopień porucznika (niem. Oberleutnant) .
Podczas I wojny światowej walczył na froncie jako dowódca kompanii (niem. Kompanieführer) i adiutant pułkowy (niem. Regimentsadjudant), a po awansie na kapitana (niem. Hauptmann) w 1915 roku służył jako oficer sztabowy  .
Wcielony do Reichswehry dowodził różnymi oddziałami . W 1920 roku wziął udział w nieudanej próbie przewrotu monarchistycznego – puczu pod przywództwem Wolfganga Kappa (1858–1922) i Walthera von Lüttwitza (1859–1942) . W latach 1924–1926 dowodził 3 Pułkiem Piechoty w Deutsch-Eylau i w 1925 roku awansował na stopień majora . W latach 1926–1927 pracował w Reichswehrministerium, a następnie do 1929 roku jako pierwszy oficer sztabu generalnego (niem. 1. Generalstabsoffizier, I a) 6 Dywizji Piechoty w Münster . W latach 1929–1931 dowodził II Batalionem 5 Pułku Piechoty w Neuruppin . W 1930 roku uzyskał awans na podpułkownika (niem. Oberstleutnant) .
W 1931 roku wraz z generałem Ludwigiem Beckem (1880–1944) opracował rozporządzenie o dowodzeniu oddziałami . Z Beckem połączyła go relacja przyjacielska .
W latach 1932–1933 nauczał w szkole piechoty w Dreźnie, po czym do 1936 roku prowadził Abteilung Fremde Heere – wojskową służbę wywiadowczą .
W 1935 roku von Stülpnagel awansował na stopień generała majora (niem. Generalmajor), a rok później objął dowództwo 30 Dywizji Piechoty w Lubece . W 1937 roku uzyskał stopień generała porucznika (niem. Generalleutnant) . Od 1938 roku pełnił funkcję głównego kwatermistrza (niem. Oberquartiermeister) Naczelnego Dowództwa Wojsk Lądowych (niem. Oberkommando des Heeres, OKH) .
Podobnie jak inni oficerowie, von Stülpnagel początkowo powitał nazistowską dyktaturę, ale wkrótce nabrał przekonania, że polityka Hitlera pogrąży Niemcy militarnie . Po wydarzeniach nocy długich noży w 1934 roku jego postawa wobec nazistów stała się coraz bardziej krytyczna . Afera Blomberga-Fritscha i zajęcie Kraju Sudetów w 1938 roku wzmocniły jego przekonania . Przyłączył się do spisku oficerów Wehrmachtu wokół Ludwiga Becka i Franza Haldera (1884–1972) przygotowujących zamach stanu w 1938 roku , które zarzucono po zawarciu układu monachijskiego 29–30 września 1938 roku . W kwietniu 1939 roku awansował na generała piechoty (niem. General der Infanterie) .

### II wojna światowa
Po wybuchu II wojny światowej podczas kampanii francuskiej w 1940 roku dowodził II Korpusem Armijnym . W okresie od lipca do grudnia 1940 roku przewodniczył niemiecko-francuskiej komisji ds. zawieszenia broni w Wiesbaden (niem. Deutsche Waffenstillstandskommission, DWStK) . W lutym 1941 roku został mianowany dowódcą (niem. Oberbefehlshaber) 17 Armii na wschodzie . Dowodził m.in. w bitwie pod Humaniem .
Był zaangażowany w zbrodnicze prowadzenie wojny podczas ataku Niemiec na ZSRR – pod jego dowództwem przekazywano rozkazy sprzeczne z prawem międzynarodowym, tzw. „zbrodnicze rozkazy”, w tym Kommissarbefehl, nakazujący oddziałom walczącym na froncie wschodnim niezwłoczne rozstrzeliwanie wziętych do niewoli radzieckich komisarzy politycznych . Kwestią sporną pozostaje czy von Stülpnagel apropobował pogromy ludności żydowskiej . Na początku października 1941 roku von Stülpnagel odszedł z funkcji dowódcy, a przyczyny tej decyzji nie zostały jednoznacznie wyjaśnione .
3 marca 1942 roku von Stülpnagel został mianowany na stanowisko wojskowego gubernatora Francji (niem. Militärbefehlshaber), zastępując na tym stanowisku swojego kuzyna  Otto von Stülpnagela (1878–1948). Twardo prowadził walkę z francuskim ruchem oporu , podejmując brutalne działania – egzekucje członków rodzin i zakładników. Jego stanowisko wobec deportacji Żydów nie jest do końca jasne, ponieważ nie wchodziły w zakres jego obowiązków . Wiadomo jednak, że czerwcu 1944 roku zaprotestował przeciwko wywiezieniu z Paryża 30 tys. Żydów .

### Zamach 20 lipca
Wraz ze swoim adiutantem Cäsarem von Hofackerem (1896–1944) pozostawał w ścisłym kontakcie z kręgiem niemieckich opozycjonistów skupionych wokół generała Becka . W jego sztabie pracowali frankofile, opozycjoniści i intelektualiści, m.in. Ernst Jünger (1895–1998) . Von Stülpnagel brał udział w spisku 20 lipca 1944 i udało mu się w pełni zrealizować zaplanowane działania . 20 lipca aresztował najwyższych funkcjonariuszy SS, SD i Gestapo . Jednak nie udało mu się przekonać dowódcy sił niemieckich na zachodzie, feldmarszałka Günthera von Kluge (1882–1944), by przyłączył się do puczu . Po nieudanym zamachu von Stauffenberga na Hitlera i niepowodzeniu puczu w Berlinie, von Kluge zdymisjonował von Stülpnagela .
21 lipca von Stülpnagel otrzymał rozkaz Wilhelma Keitla (1882–1946) stawienia się w Berlinie . W drodze do stolicy, koło Verdun na polu nad Mozą, próbował popełnić samobójstwo poprzez strzał w głowę. Próba się nie powiodła, a wskutek postrzału Stülpnagel stracił wzrok . Wkrótce potem został aresztowany przez Gestapo i dowieziony do Berlina, gdzie 30 sierpnia stanął przed Trybunałem Ludowym . Skazany na śmierć, został jeszcze tego samego dnia stracony w Berlinie-Plötzensee .

## Odznaczenia
- Krzyż Żelazny I klasy[6]
- Krzyż Żelazny II klasy[6]
- Kawaler Orderu Hohenzollernów z mieczami na wstędze wojennej[6]
- Czarna Odznaka za Rany[6]
- Medal za Waleczność (Hesja)[6]
- Hamburski Krzyż Hanzeatycki (Hamburg)[6]
- Order Henryka Lwa IV klasy (Brunszwik)[6]
- Krzyż Zasługi Wojskowej III klasy z dekoracją wojenną (Austro-Węgry)[6]
- Order Waleczności IV klasy (Bułgaria)[6]
- Okucie Ponownego Nadania Krzyża Żelaznego II Klasy[7]
- Okucie Ponownego Nadania Krzyża Żelaznego I Klasy[7]
- Krzyż Rycerski Krzyża Żelaznego (21 sierpnia 1941)[7]
- Srebrny Krzyż Niemiecki (14 lutego 1944)[7]